# Caffrowithius procerus
Caffrowithius procerus är en spindeldjursart som beskrevs av Beier 1966. Caffrowithius procerus ingår i släktet Caffrowithius och familjen blindklokrypare. Inga underarter finns listade.